# Corbeny
Corbeny est une commune française située dans le département de l'Aisne, en région Hauts-de-France.
Ses habitants sont appelés les Corbéniens.

## Géographie

### Localisation
Corbeny est située dans la région Hauts-de-France, au centre du département de l'Aisne. La commune appartient au canton de Villeneuve-sur-Aisne et à la communauté de communes du Chemin des Dames.
La commune se trouve à 3,7 km au nord-est de l'ancien chef-lieu du canton, Craonne, à 18,5 km au sud-est de la ville préfecture, Laon, et à 126,5 km au nord-est de la capitale, Paris.
| Aubigny-en-Laonnois, Sainte-Croix, Bouconville-Vauclair | Aizelles                        | Berrieux             |
| Craonne                                                 | Corbeny                         | Juvincourt-et-Damary |
| Craonne                                                 | La Ville-aux-Bois-lès-Pontavert | Juvincourt-et-Damary |

### Relief et géologie
Son territoire, sablonneux et argileux, se prête à toutes les cultures. Il n'est arrosé par aucun cours d'eau. La rivière Aisne se situe à un peu moins de neuf kilomètres.

### Hydrographie

#### Réseau hydrographique
La commune est située dans le bassin Seine-Normandie. Elle est drainée par l'Ailette, le ruisseau de Fayau et le fossé 01 de la commune de Corbeny,,.
L'Ailette, d'une longueur de 59 km, prend sa source dans la commune de Sainte-Croix et se jette  dans l'Oise (rive gauche) à Quierzy, après avoir traversé 36 communes.

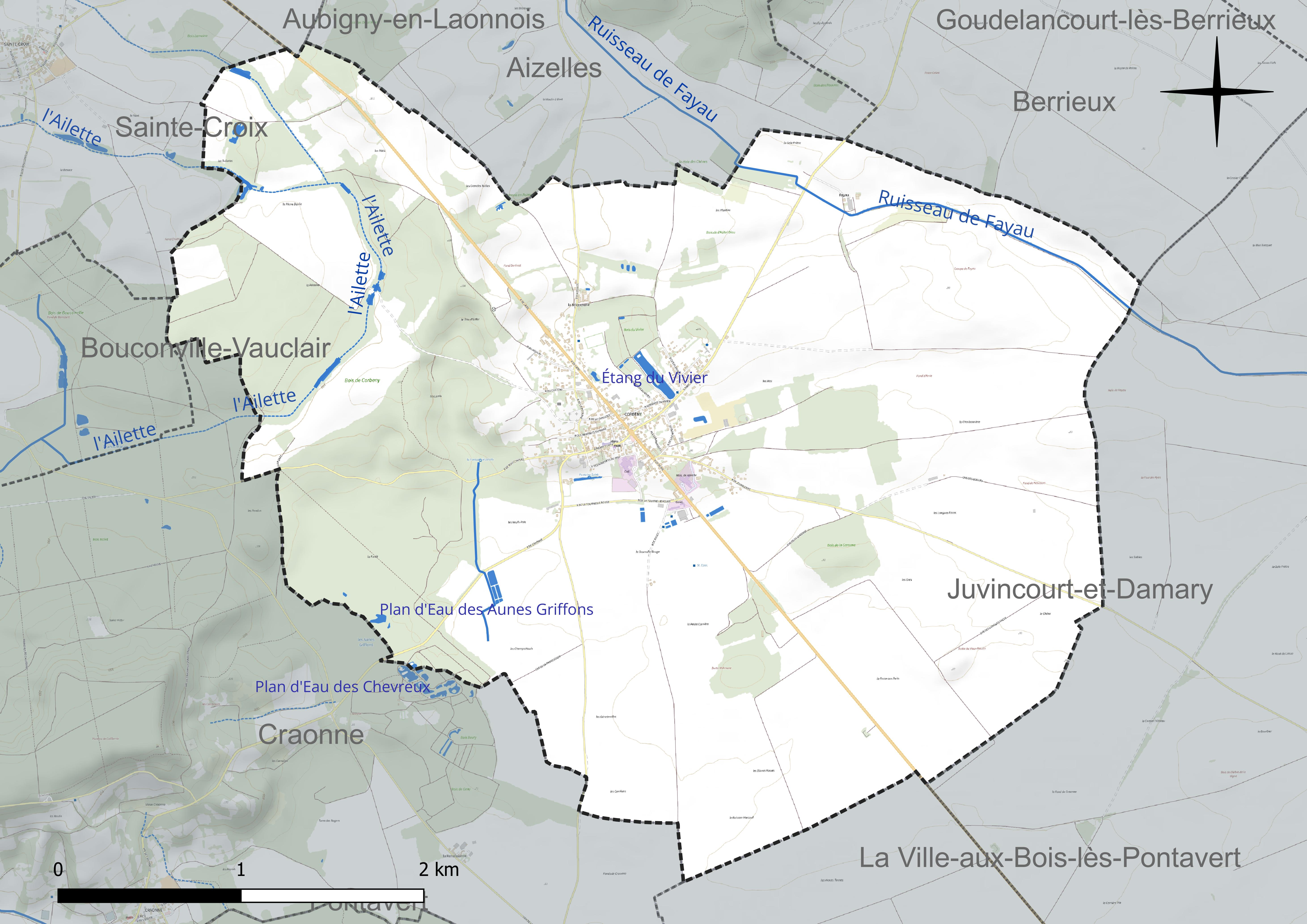
Réseau hydrographique de Corbeny.

Trois plans d'eau complètent le réseau hydrographique : le plan d'eau des Aunes Griffons (0,3 ha), le plan d'eau des Chevreux, d'une superficie totale de 0,7 ha (0,1 ha sur la commune) et l'étang du Vivier (1,4 ha),.

#### Gestion et qualité des eaux
Le territoire communal est couvert par le schéma d'aménagement et de gestion des eaux (SAGE) « Aisne Vesle Suippe ». Ce document de planification, dont le territoire s'étend sur 3 096 km2 répartis sur trois départements (Aisne, Marne et Ardennes) et deux régions (Champagne-Ardenne et Picardie), a été approuvé le 16 décembre 2013. La structure porteuse de l'élaboration et de la mise en œuvre est le Syndicat d'aménagement des bassins Aisne Vesle Suippe (SIABAVES).
La qualité des cours d'eau peut être consultée sur un site spécial géré par les agences de l'eau et l'Agence française pour la biodiversité.

### Climat
Pour des articles plus généraux, voir Climat des Hauts-de-France et Climat de l'Aisne.
En 2010, le climat de la commune est de type climat océanique dégradé des plaines du Centre et du Nord, selon une étude du CNRS s'appuyant sur une série de données couvrant la période 1971-2000. En 2020, Météo-France publie une typologie des climats de la France métropolitaine dans laquelle la commune est exposée à un climat océanique altéré et est dans la région climatique Nord-est du bassin Parisien, caractérisée par un ensoleillement médiocre, une pluviométrie moyenne régulièrement répartie au cours de l'année et un hiver froid (3 °C).
Pour la période 1971-2000, la température annuelle moyenne est de 10,5 °C, avec une amplitude thermique annuelle de 15,6 °C. Le cumul annuel moyen de précipitations est de 714 mm, avec 11,6 jours de précipitations en janvier et 8,5 jours en juillet. Pour la période 1991-2020, la température moyenne annuelle observée sur la station météorologique la plus proche, située sur la commune de Martigny-Courpierre à 11 km à vol d'oiseau, est de 10,7 °C et le cumul annuel moyen de précipitations est de 734,4 mm,. Pour l'avenir, les paramètres climatiques de la commune estimés pour 2050 selon différents scénarios d'émission de gaz à effet de serre sont consultables sur un site spécial publié par Météo-France en novembre 2022.

## Urbanisme

### Typologie
Au 1er janvier 2024, Corbeny est catégorisée bourg rural, selon la nouvelle grille communale de densité à 7 niveaux définie par l'Insee en 2022.
Elle est située hors unité urbaine. Par ailleurs la commune fait partie de l'aire d'attraction de Reims, dont elle est une commune de la couronne,. Cette aire, qui regroupe 294 communes, est catégorisée dans les aires de 200 000 à moins de 700 000 habitants,.

### Occupation des sols
L'occupation des sols de la commune, telle qu'elle ressort de la base de données européenne d'occupation biophysique des sols Corine Land Cover (CLC), est marquée par l'importance des territoires agricoles (71,4 % en 2018), une proportion identique à celle de 1990 (71,4 %). La répartition détaillée en 2018 est la suivante : 
terres arables (66,7 %), forêts (24,3 %), zones agricoles hétérogènes (4,8 %), zones urbanisées (4,3 %).
L'évolution de l'occupation des sols de la commune et de ses infrastructures peut être observée sur les différentes représentations cartographiques du territoire : la carte de Cassini (XVIIIe siècle), la carte d'état-major (1820-1866) et les cartes ou photos aériennes de l'IGN pour la période actuelle (1950 à aujourd'hui).

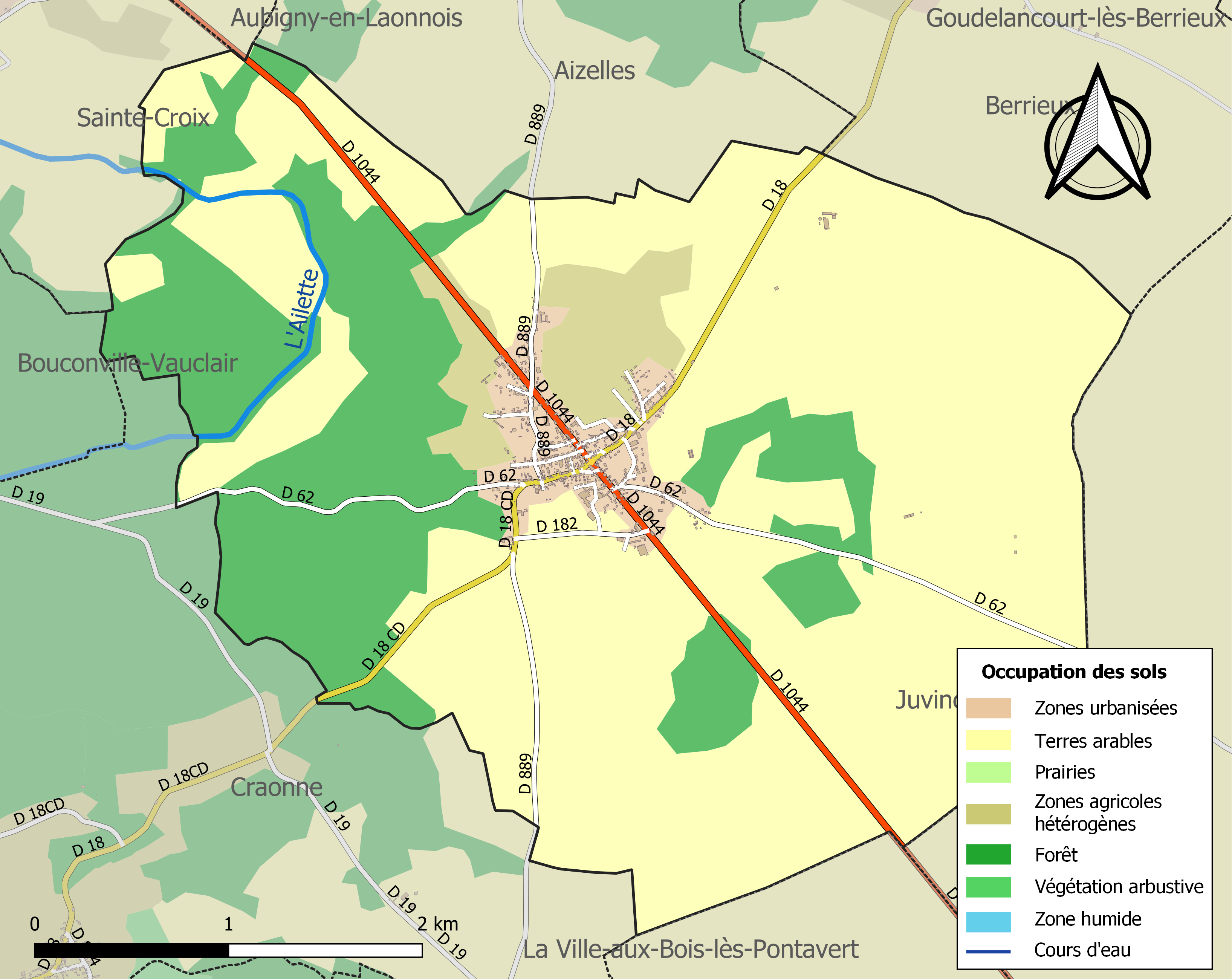
Carte des infrastructures et de l'occupation des sols de la commune en 2018 (CLC).

## Toponymie

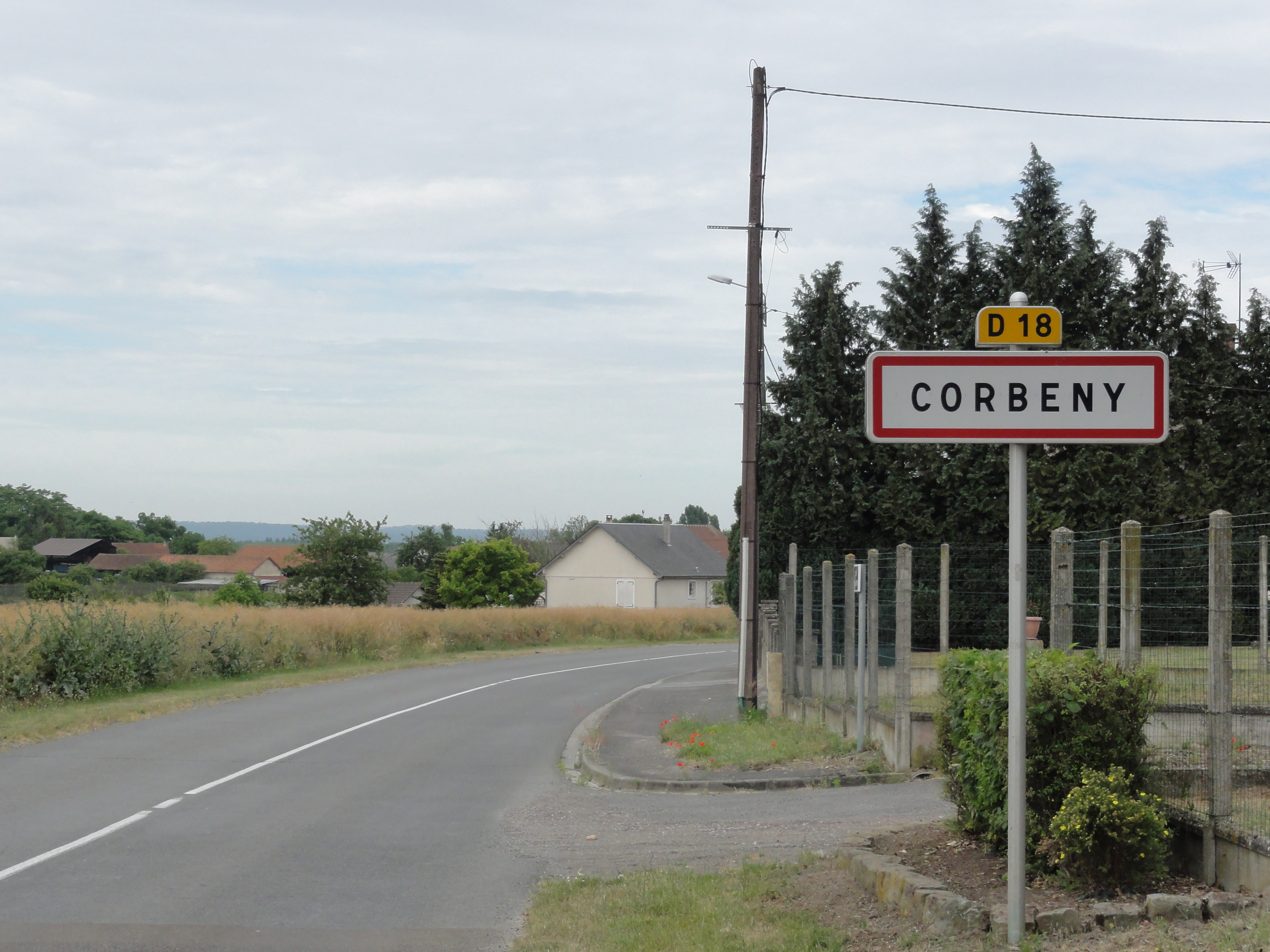
Entrée de Corbeny.

L'origine de Corbeny est très ancienne et on peut supposer qu'elle soit celtique, deux triens (tiers de sou) ont été identifiés dans un recueil du numismate Guillaume Combrouse et frappés Carbnacum ou Corbnacum (Corbeny), la terminaison -acum signifiant, domaine.
Au IXe siècle, Corbeny s'est appelé Corbanacum ou Corbanacum palatinium sous Charles II le Chauve[réf. nécessaire]. On trouve Corbonacum ou Corbonacum Villa sous la plume de Jean Mabillon[réf. nécessaire], Corbennacum sous celles de Hincmar de Reims et Flodoard[réf. nécessaire], Corbiniacus ou Corbiniacus Fiscus sous Charles le Simple en 908, et aussi Corbeniacum ou Corbeniacum-Sancti-Marculphi[réf. nécessaire].
À partir du XIIe siècle, on ne trouve plus que Corbigny, Corbeny chez les écrivains français ou encore Corbény (accent encore visible sur la mosaïque du bâtiment de la poste).

## Histoire

### Antiquité
Corbeny est un bourg construit à l'intersection de la vieille chaussée gauloise allant de Fismes à Dizy-le-Gros avec la voie romaine allant de Reims à Saint-Quentin. Le tracé de la voie romaine correspond à l'actuelle RN 44.

### Moyen Âge

#### Époque carolingienne
Sous les Carolingiens, Corbeny possédait une résidence royale. Pépin le Bref et son fils Charlemagne y séjournèrent.
C'est à Corbeny qu'en 776, après la mort de Carloman, Charlemagne fut reconnu roi par les Francs d'Austrasie.
Charles III le Simple y résida en 900 lors des invasions normandes. Ce dernier accorda asile aux religieux de Nanteuil, près de Coutances en Normandie, qui apportèrent avec eux les reliques de saint Marcoul (ou Marculf). Il leur fit construire un prieuré en ce bourg,,.
Corbeny fut offert en avril 907 à Frédérune lors de son mariage avec Charles III le Simple, et elle le donna à sa mort aux moines du prieuré de Saint-Marcoul de Corbeny qui dépendait de l'abbaye Saint-Remi de Reims.

#### Les reliques de saint Marcoul et le pouvoir thaumaturge des rois de France

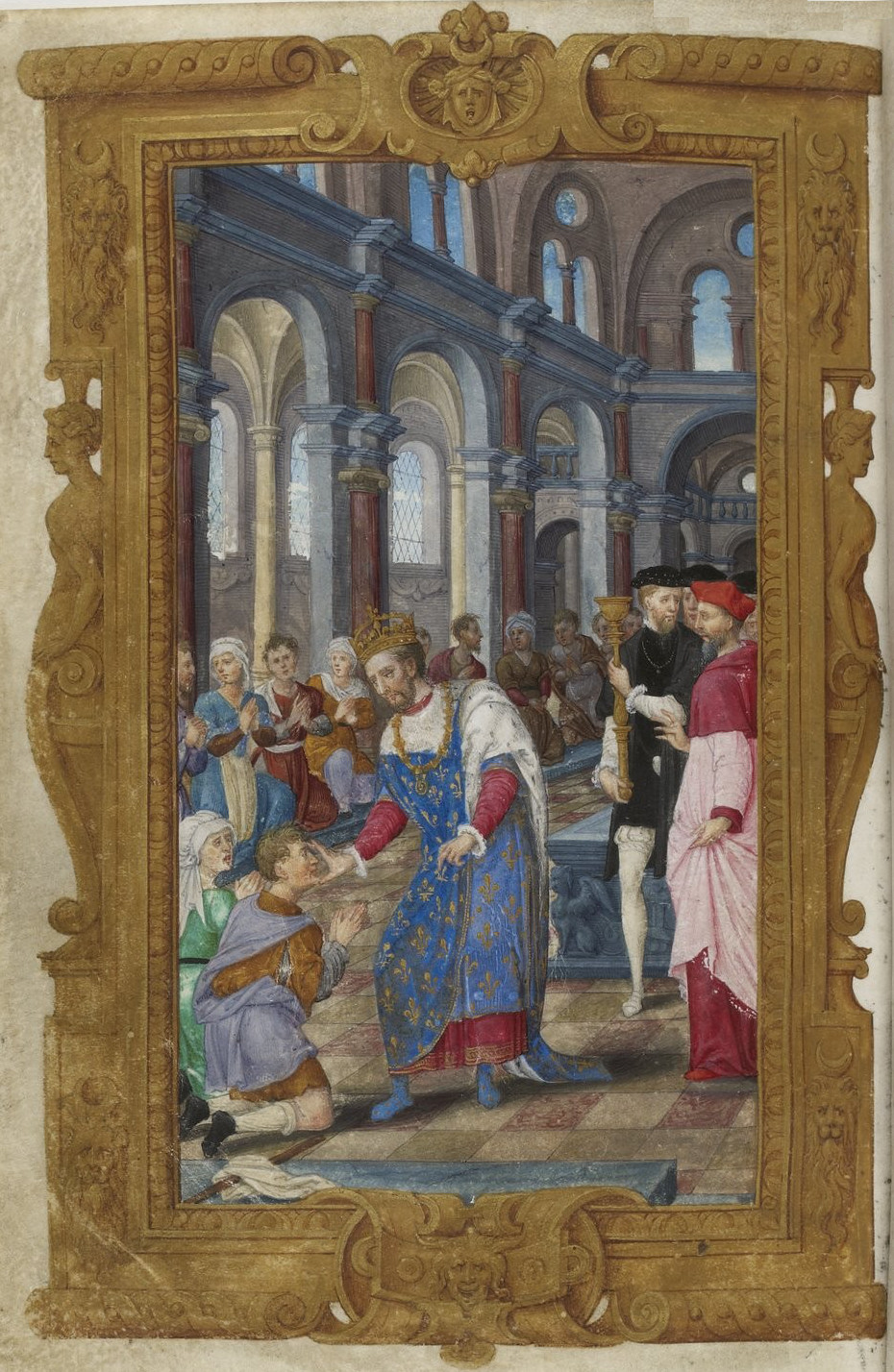
Intérieur du prieuré avec Henri II pratiquant le toucher thaumaturgique, Livre d'heures de Henri II, BnF.

Dans ce prieuré, maintenant détruit, reposaient les reliques de saint Marcoul. En 1229, le roi de France, saint Louis, se rendit en pèlerinage à Corbeny pour se recueillir devant les reliques de saint Marcoul et recevoir les pouvoirs thaumaturges des reliques du saint. Ses successeurs vinrent s'y recueillir au lendemain de leur sacre à Reims, avant de se livrer dans l'église ou dans la cour du palais au « toucher des écrouelles » de malades présentant des scrofules au cou. Après le toucher direct du malade, le roi prononçait, à partir du XVIe siècle, ces paroles : « le roi te touche, que Dieu te guérisse ».
À partir de Louis XIV, le roi ne se rendit plus en pèlerinage à Corbeny comme cela se pratiquait depuis Louis X, les reliques de saint Marcoul venaient à la basilique Saint-Remi et le toucher se fit dans le jardin.

#### Bas Moyen Âge

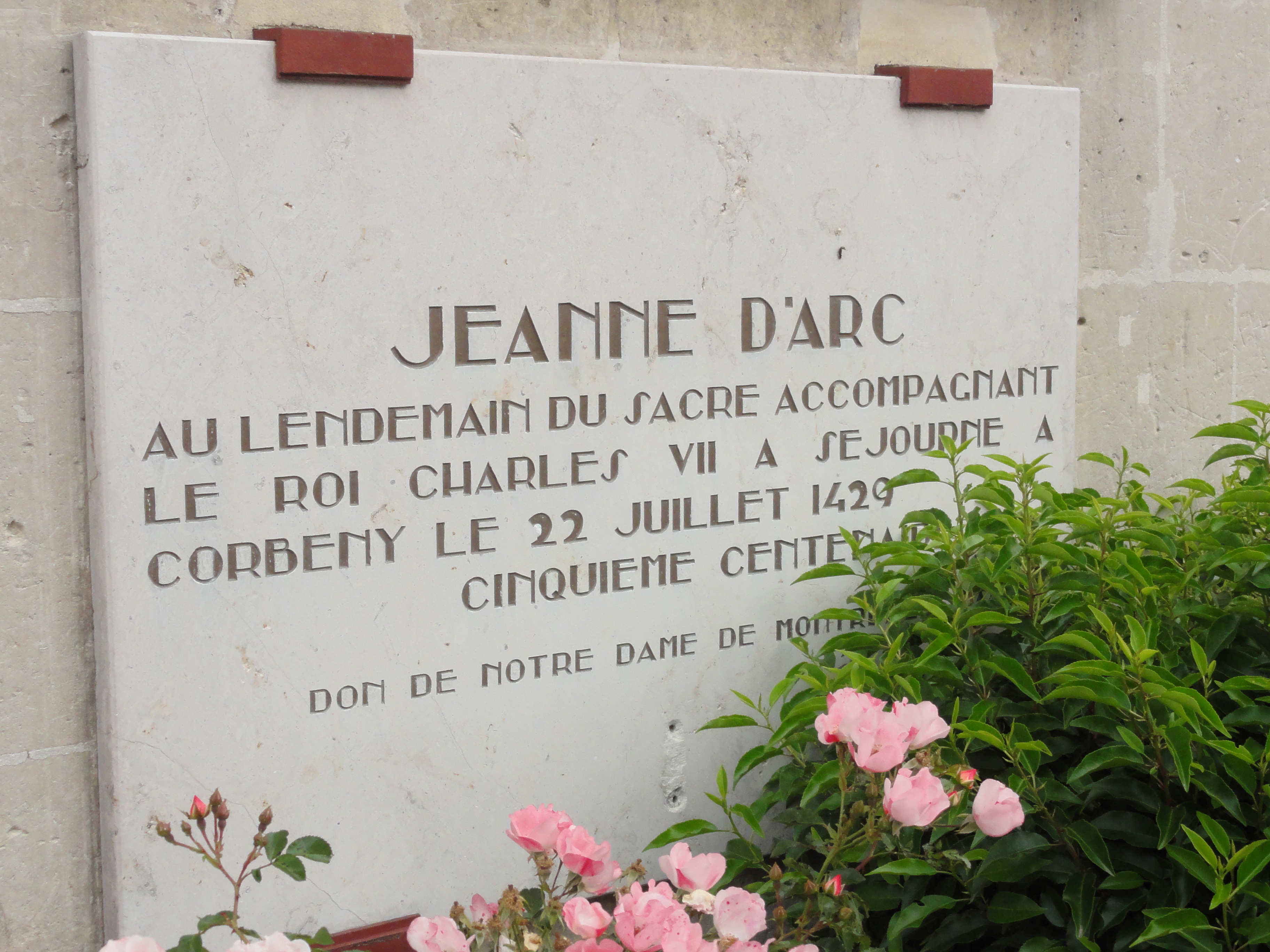
Plaque sur la mairie commémorant le passage de Jeanne d'Arc à Corbeny.

L'époque florissante de Corbeny eut lieu au XIVe siècle (avant les invasions anglaises). On dénombra à cette époque entre 600 et 700 feux (entre 2 000 et 2 500 habitants). Au milieu du siècle suivant, Louis XI exempta les habitants de Corbeny de tailles, aides, subsides.

### Époque contemporaine

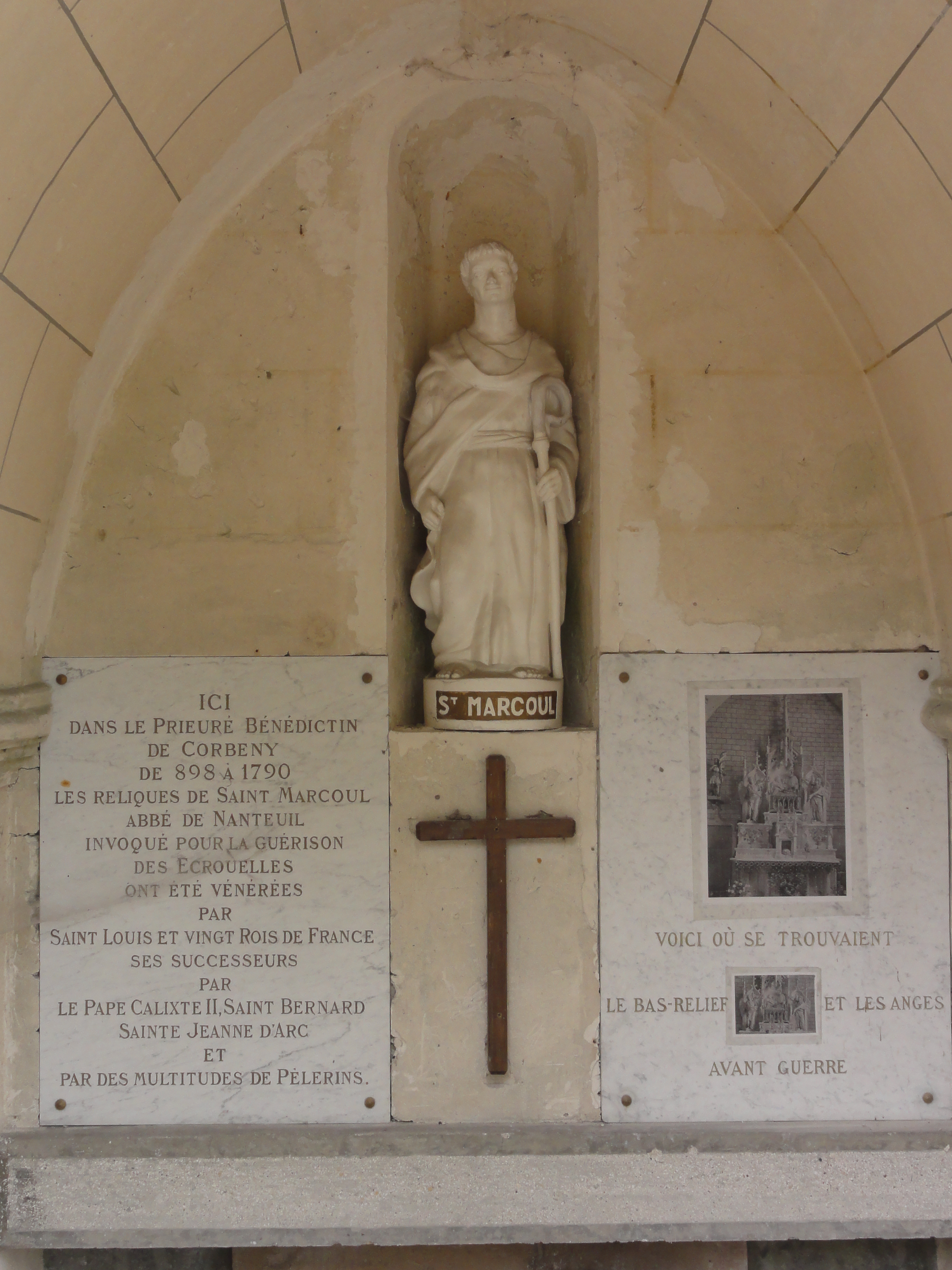
Intérieur de l'oratoire Saint-Macoult, avec sa statue et les plaques commémorant l'abbaye disparue et les pèlerinages.

Lors de l'offensive du Chemin des Dames au cours de la Première Guerre mondiale, Corbeny fut complètement rasée et perdit son prieuré et son église du XIe siècle.

## Politique et administration

### Découpage territorial
La commune de Corbeny est membre de la communauté de communes du Chemin des Dames, un établissement public de coopération intercommunale (EPCI) à fiscalité propre créé le 29 décembre 1995 dont le siège est à Craonne. Ce dernier est par ailleurs membre d'autres groupements intercommunaux.
Sur le plan administratif, elle est rattachée à l'arrondissement de Laon, au département de l'Aisne et à la région Hauts-de-France. Sur le plan électoral, elle dépend du canton de Villeneuve-sur-Aisne pour l'élection des conseillers départementaux, depuis le redécoupage cantonal de 2014 entré en vigueur en 2015, et de la première circonscription de l'Aisne  pour les élections législatives, depuis le dernier découpage électoral de 2010.

### Services publics

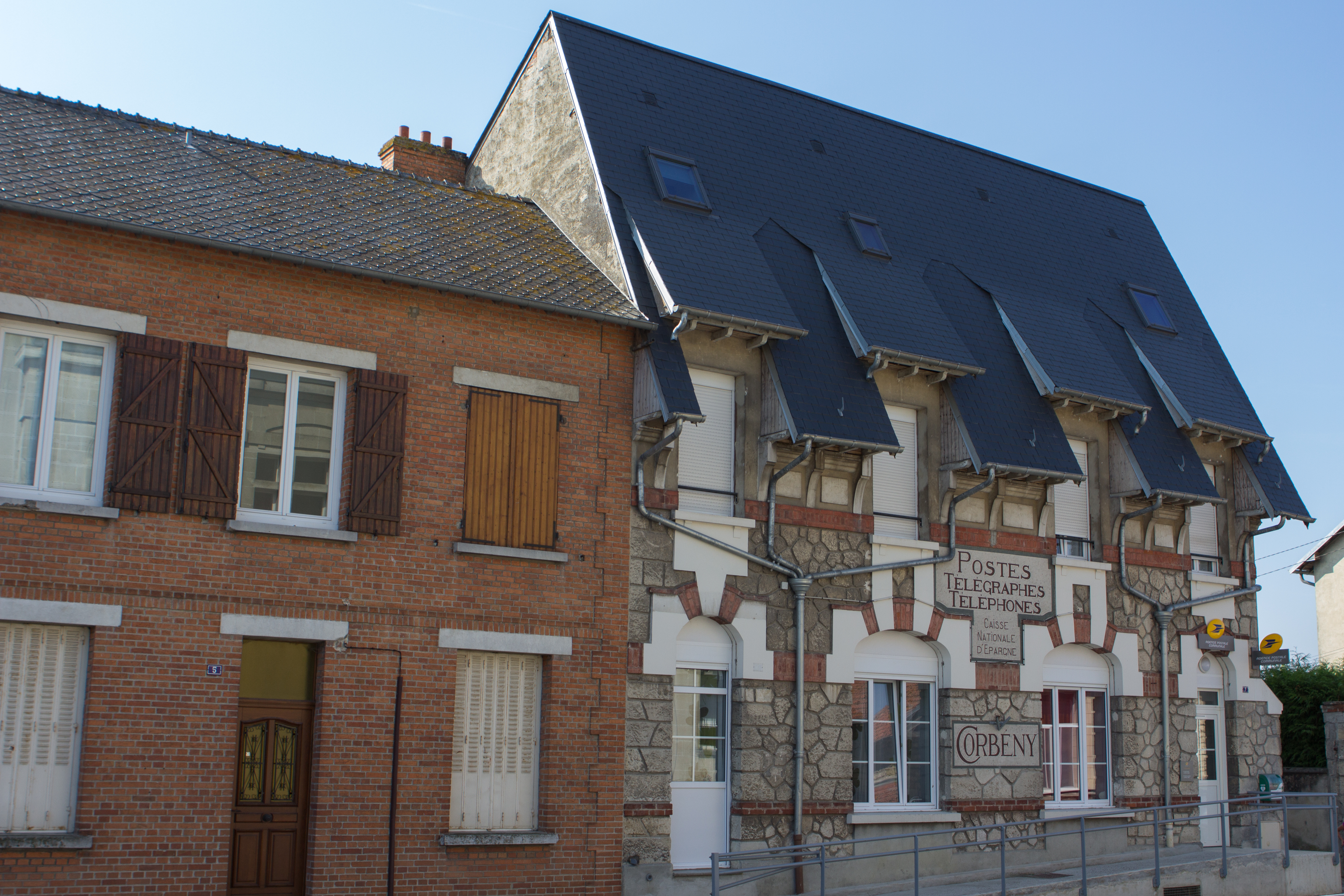
La poste de Corbeny.

### Enseignement

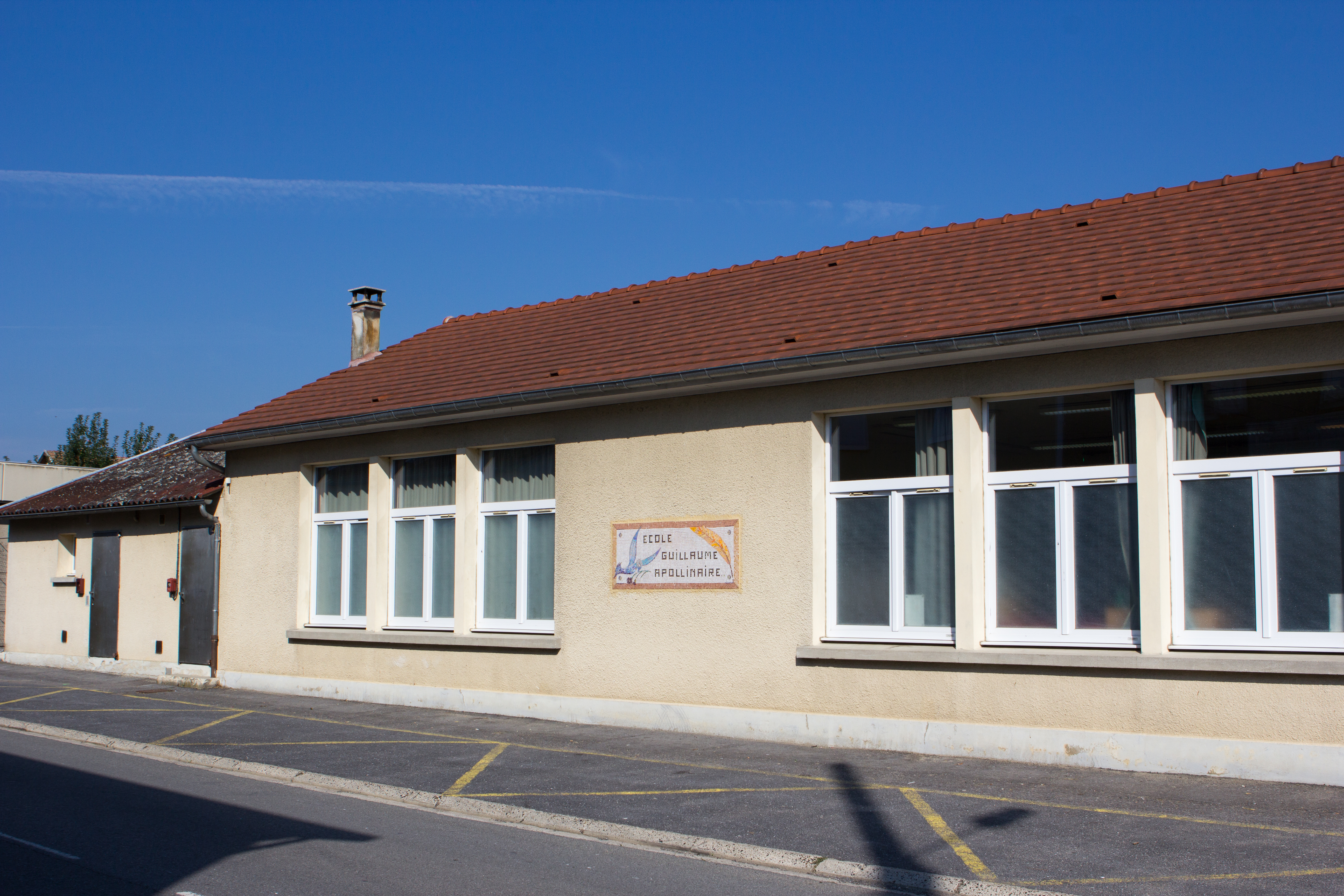
L'école de Corbeny.

### Manifestations culturelles et festivités

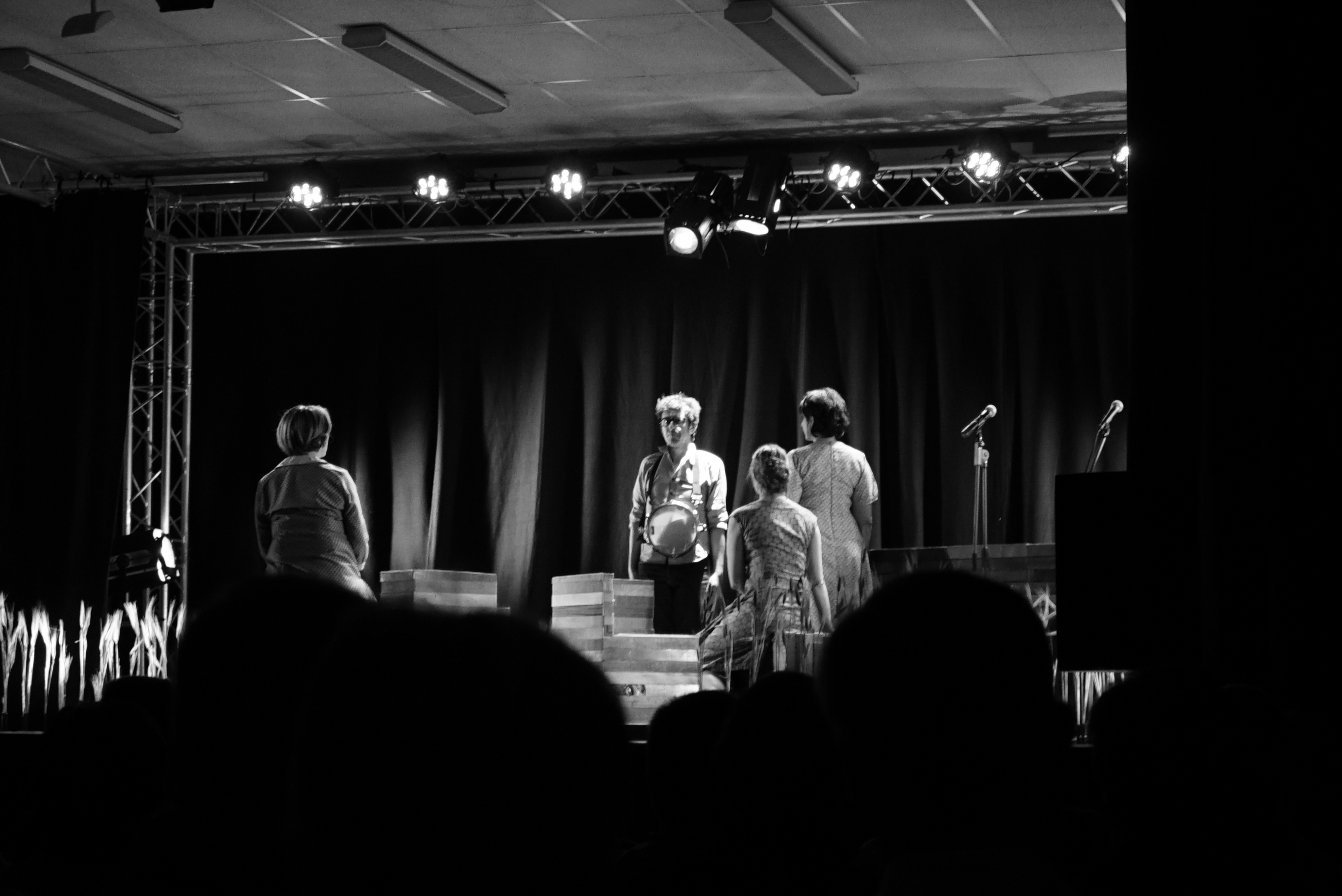
« L'autre chemin des dames », dans la salle polyvalente.

### Santé

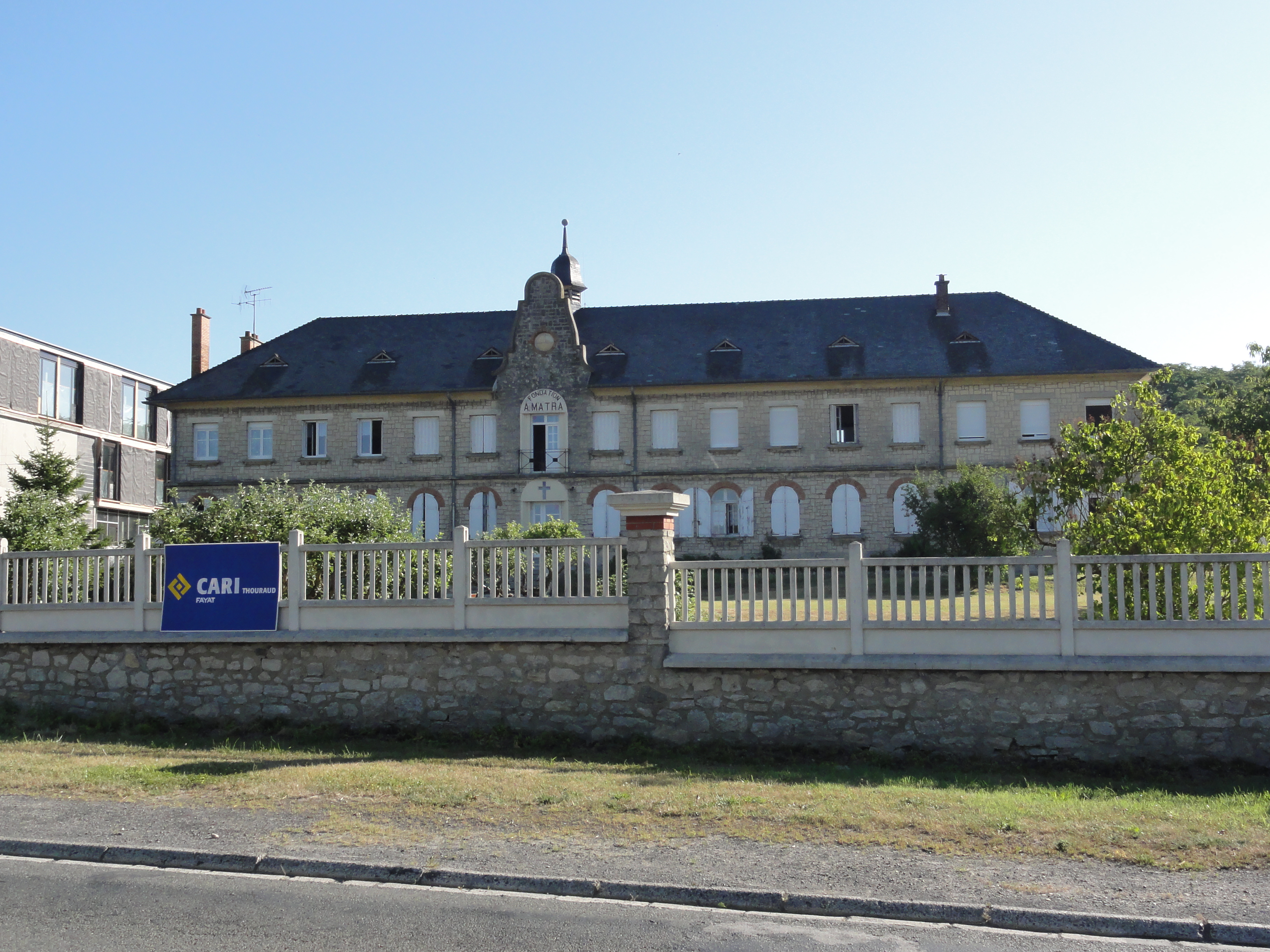
Hospice fondation A. Matra.

### Administration municipale

#### Liste des maires
| Période                                  | Période                       | Identité            | Étiquette | Qualité                                                                                             |
| ---------------------------------------- | ----------------------------- | ------------------- | --------- | --------------------------------------------------------------------------------------------------- |
| 1859                                     |                               | Lefèvre             |           | |
| 1945                                     | 1959                          | Yvonne Curtil       | SFIO      | Négociante en vin Conseillère générale du canton de Craonne (1945-1967)                             |
| Les données manquantes sont à compléter. |                               |                     |           | |
| avant 1995                               | ?                             | Pierrette Curtil    | PS        | Proviseur, suppléante du député Robert Aumont Conseillère générale du canton de Craonne (1979-1998) |
| mars 2001                                | mars 2008                     | Jean-Pierre Sebirot | PRG       | |
| mars 2008                                | mai 2020                      | Philippe Deboudt    | DVG       | Retraité Fonction publique Réélu pour le mandat 2014-2020                                           |
| mai 2020                                 | En cours (au 12 juillet 2020) | Dany Vandois        |           | |

## Population et société

### Démographie
L'évolution du nombre d'habitants est connue à travers les recensements de la population effectués dans la commune depuis 1793. Pour les communes de moins de 10 000 habitants, une enquête de recensement portant sur toute la population est réalisée tous les cinq ans, les populations de référence des années intermédiaires étant quant à elles estimées par interpolation ou extrapolation. Pour la commune, le premier recensement exhaustif entrant dans le cadre du nouveau dispositif a été réalisé en 2008.

En 2022, la commune comptait 849 habitants, en évolution de +10,69 % par rapport à 2016 (Aisne : −1,97 %, France hors Mayotte : +2,11 %).
| 1793 | 1800 | 1806 | 1821 | 1831 | 1836 | 1841 | 1846 | 1851 |
| ---- | ---- | ---- | ---- | ---- | ---- | ---- | ---- | ---- |
| 681  | 731  | 739  | 699  | 925  | 903  | 926  | 929  | 980  |

| 1856 | 1861 | 1866 | 1872 | 1876 | 1881 | 1886 | 1891 | 1896 |
| ---- | ---- | ---- | ---- | ---- | ---- | ---- | ---- | ---- |
| 971  | 959  | 950  | 895  | 822  | 798  | 800  | 843  | 804  |

| 1901 | 1906 | 1911 | 1921 | 1926 | 1931 | 1936 | 1946 | 1954 |
| ---- | ---- | ---- | ---- | ---- | ---- | ---- | ---- | ---- |
| 787  | 819  | 808  | 337  | 509  | 555  | 527  | 489  | 518  |

| 1962 | 1968 | 1975 | 1982 | 1990 | 1999 | 2006 | 2008 | 2013 |
| ---- | ---- | ---- | ---- | ---- | ---- | ---- | ---- | ---- |
| 540  | 517  | 495  | 578  | 591  | 633  | 693  | 710  | 750  |

| 2018 | 2022 | - | - | - | - | - | - | - |
| ---- | ---- | - | - | - | - | - | - | - |
| 834  | 849  | - | - | - | - | - | - | - |

## Culture locale et patrimoine

### Lieux et monuments
- Église Saint-Quentin de Corbeny, de style roman et reconstruite après la guerre 1914-1918[44]. Elle conserve les reliques de saint Marcoul.
- Oratoire Saint-Marcoul, garde le souvenir du prieuré Saint-Marcoul. On y a inséré un relief provenant du prieuré.

- Monument aux morts.

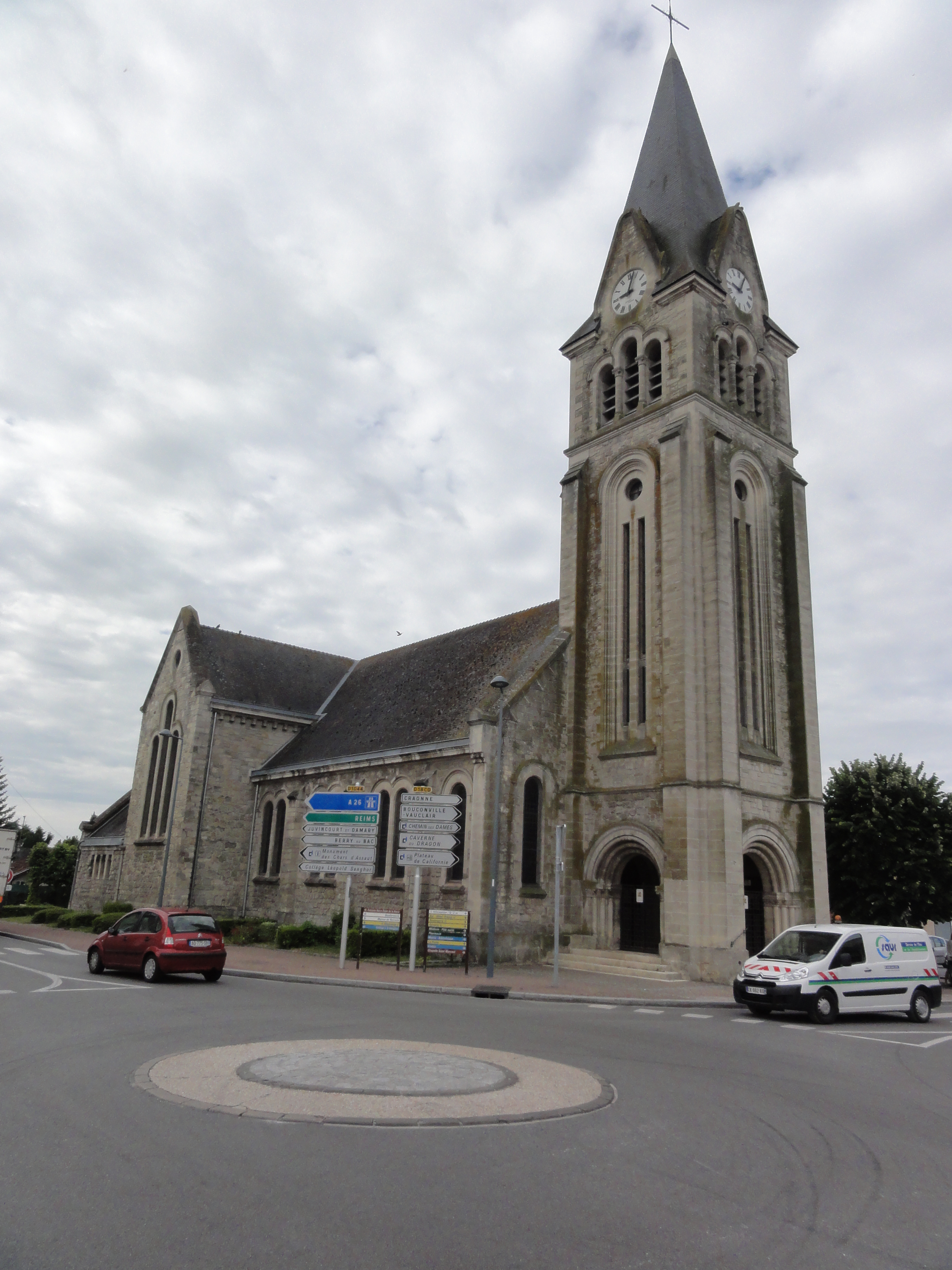
Église Saint-Quentin.
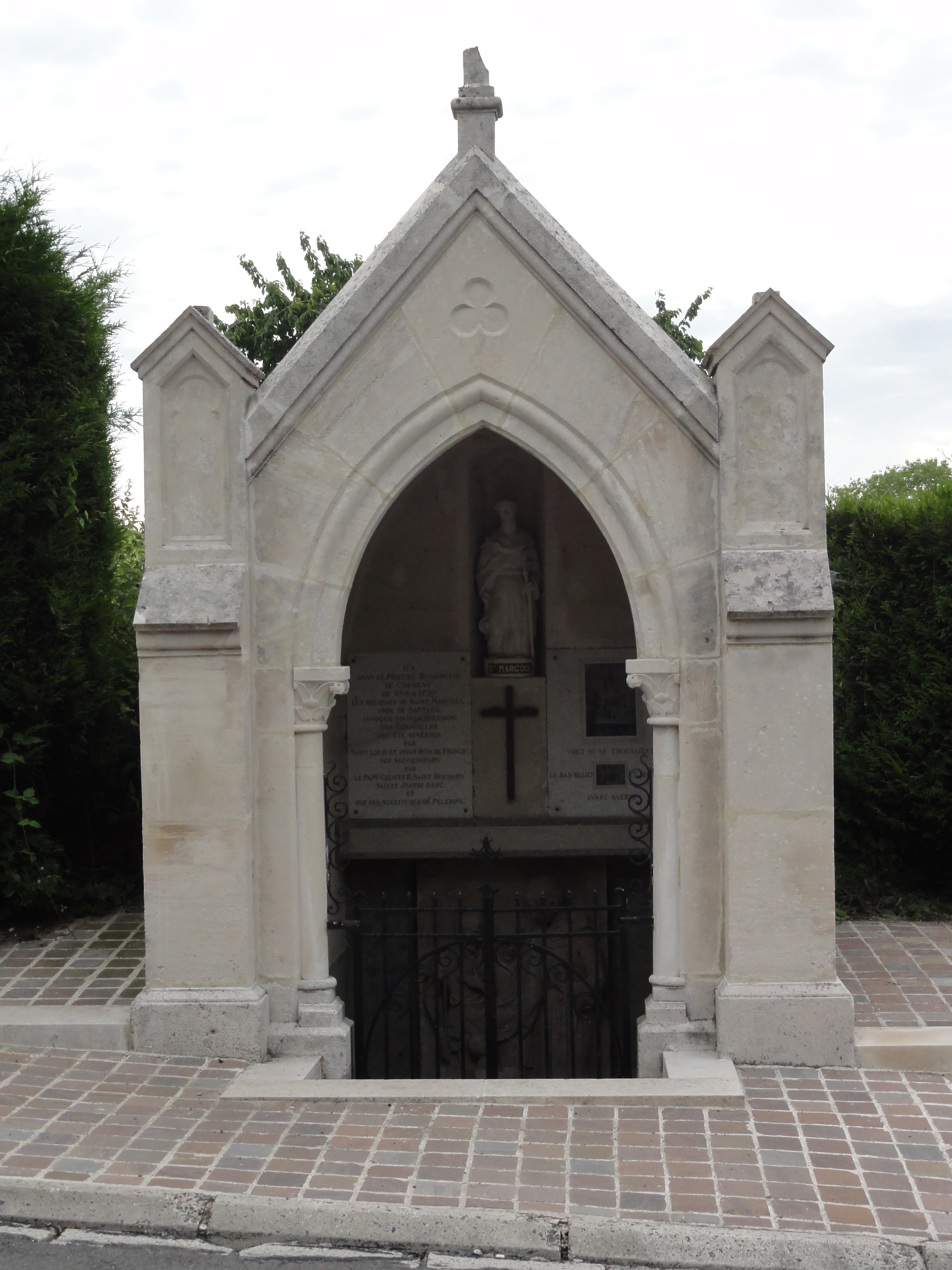
Oratoire Saint-Marcoul.
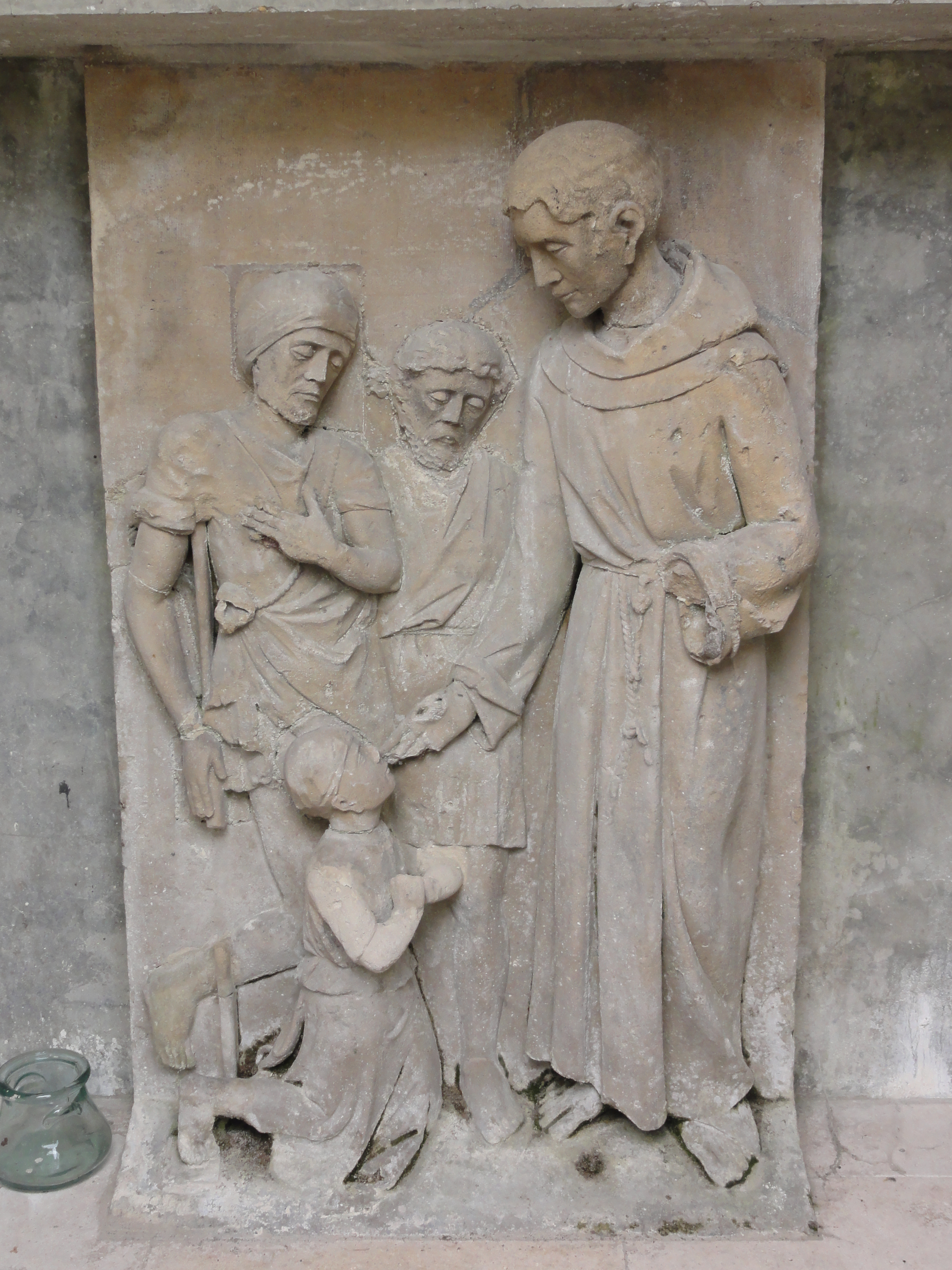
Oratoire Saint-Marcoul, relief provenant de l'ancien prieuré.
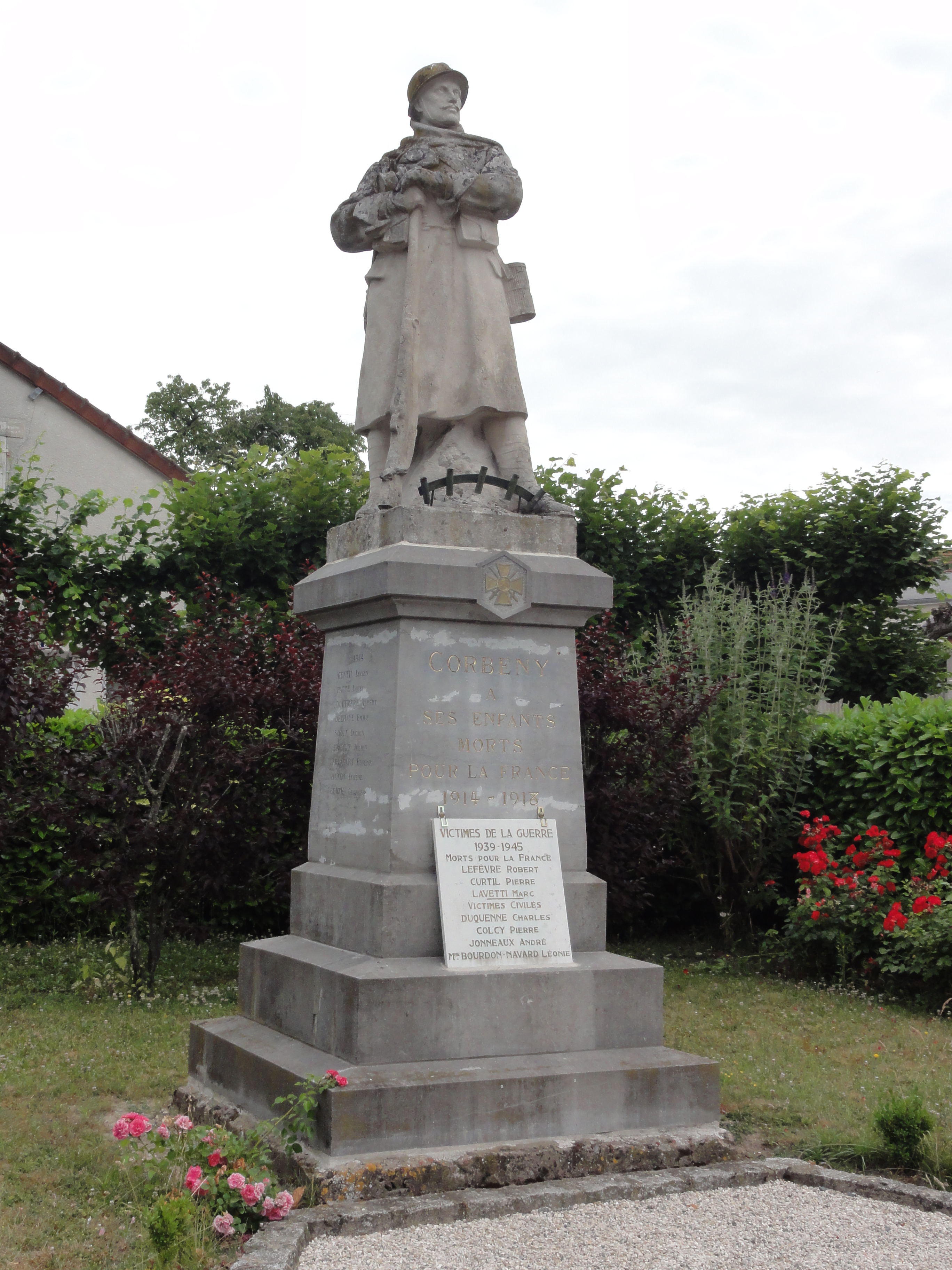
Monument aux morts.

### Personnalités liées à la commune
- Saint Marcoult (490-558), ses reliques, le prieuré et les pèlerinages.
- Nicolas Vallet (1583-1642), compositeur et luthiste français né à Coberny vers 1583.
- Guillaume Apollinaire (1880-1918), gravement blessé à Corbeny, au Bois des Buttes, en 1916, il décédera en 1918[45].
- Georges Mathieu (1882-1917), historien tué à Corbeny le 8 mai 1917. Son nom est inscrit au Panthéon dans la liste des 560 écrivains morts pour la France.

### Héraldique
| Blason de Corbeny | Blason  | D'azur au chevron d'or. Ornements extérieursCroix de guerre 1914-1918 |
| Blason de Corbeny | Détails | Le statut officiel du blason reste à déterminer.                      |

## Pour approfondir